# Noyal-Châtillon-sur-Seiche
Noyal-Châtillon-sur-Seiche (bretonisch: Noal-Kastellan) ist eine französische Gemeinde mit 7.995 Einwohnern (Stand: 1. Januar 2022) im Département Ille-et-Vilaine in der Region Bretagne. Sie gehört zum Arrondissement Rennes und zum Kanton Bruz. Die Einwohner werden Castelnaudais genannt.

## Geografie
Noyal-Châtillon-sur-Seiche ist eine banlieue im Süden von Rennes, etwa sechs Kilometer südlich des Stadtzentrums an der Mündung der Ise in den Fluss Seiche. An der nördlichen Gemeindegrenze verläuft das Flüsschen Blosne. Umgeben wird Noyal-Châtillon-sur-Seiche von den Nachbargemeinden Rennes im Norden, Chantepie im Nordosten, Vern-sur-Seiche im Osten, Saint-Erblon im Süden, Pont-Péan im Südwesten, Chartres-de-Bretagne im Westen und Saint-Jacques-de-la-Lande im Nordwesten. Die Gemeinde besteht aus den Ortschaften Noyal-sur-Seiche und Châtillon-sur-Seiche.
Durch die Gemeinde führt die Route nationale 137 von Rennes nach Nantes.

## Bevölkerungsentwicklung
| 1962                       | 1968 | 1975 | 1982 | 1990 | 1999 | 2006 | 2016 |
| -------------------------- | ---- | ---- | ---- | ---- | ---- | ---- | ---- |
| 921                        | 1026 | 1338 | 1403 | 2090 | 5635 | 5797 | 6915 |
| Quellen: Cassini und INSEE |      |      |      |      |      |      |      |

## Sehenswürdigkeiten
Siehe auch: Liste der Monuments historiques in Noyal-Châtillon-sur-Seiche
- Kirche Saint-Martin in Noyal-sur-Seiche
- Kirche Saint-Léonard in Châtillon-sur-Seiche
- Großkreuz auf dem alten Friedhof in Noyal-sur-Seiche aus dem 16. Jahrhundert; die Westseite zeigt Jesus Christus, die Ostseite Maria, seit 1907 als Monument historique eingetragen

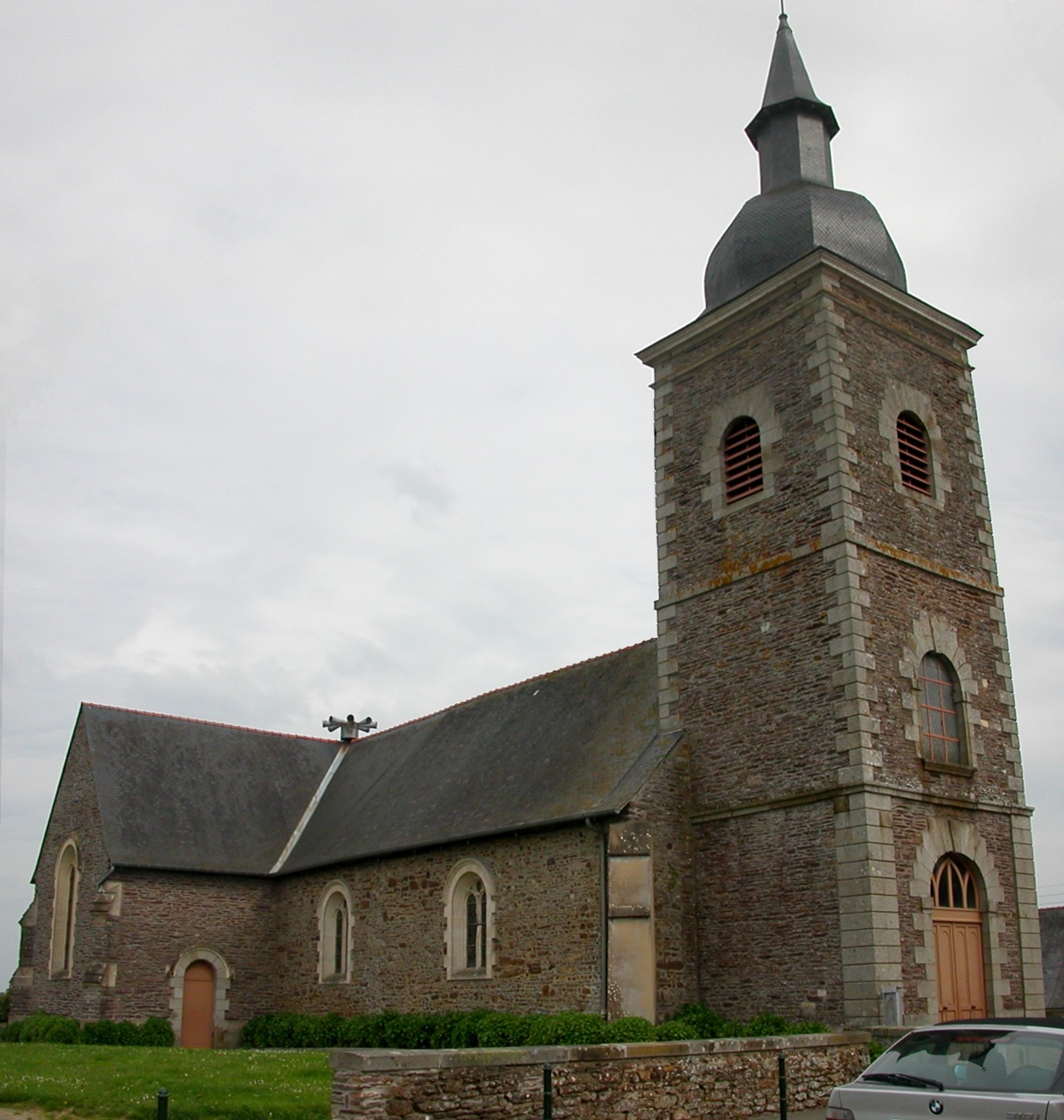
Kirche Saint-Martin in Noyal-sur-Seiche
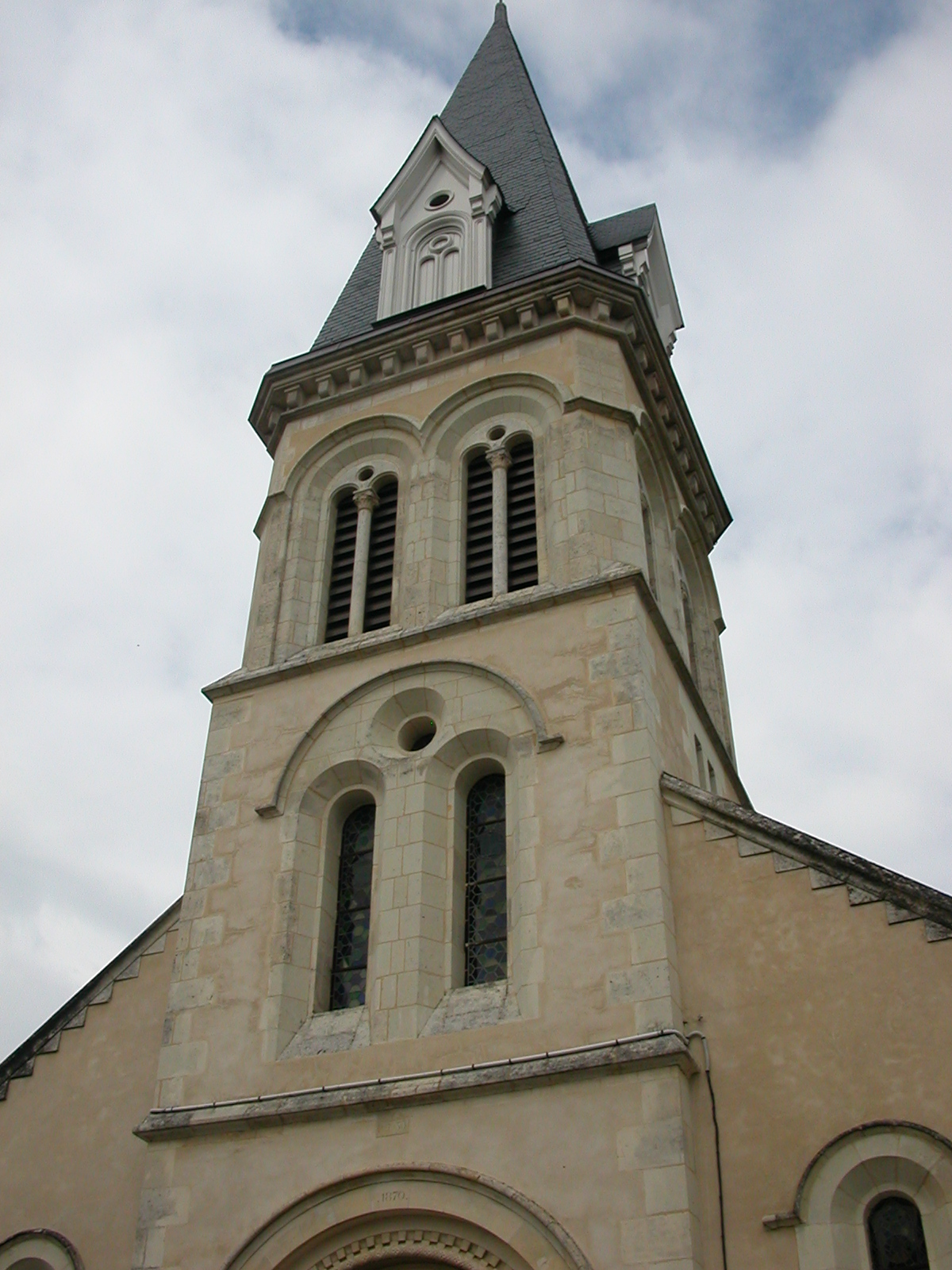
Kirche Saint-Léonard in Châtillon-sur-Seiche
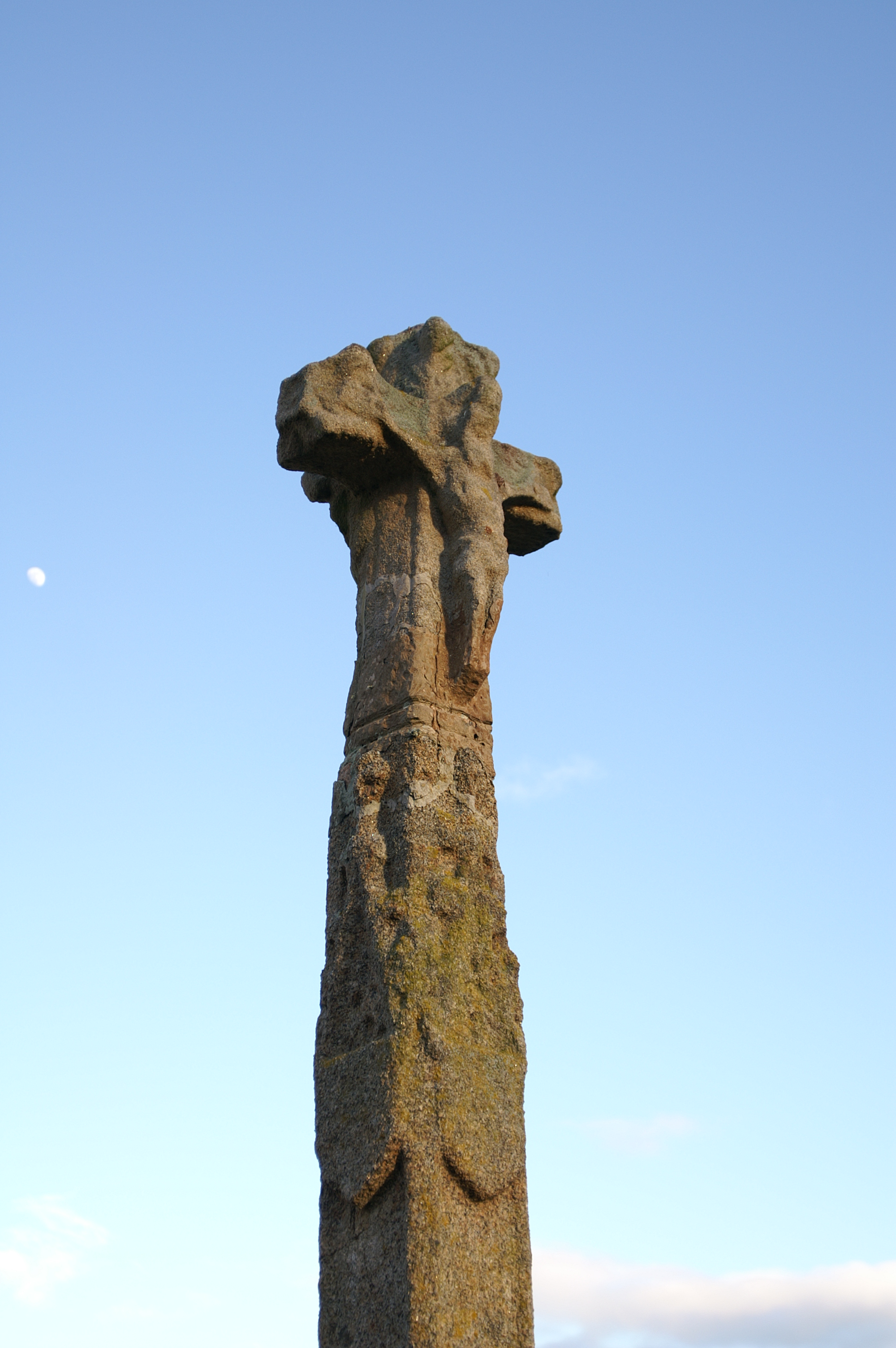
Großkreuz (Westseite) auf dem Friedhof von Noyal-sur-Seiche

## Gemeindepartnerschaften
- Longford, County Longford, Irland, seit 1998

## Sport
Das Straßenrennsportteam Sojasun hat hier seinen Sitz.